# فیلیپ هیتلتر
فیلیپ هیتلتر (انگلیسی: Philipp Heithölter؛ زادهٔ ۲۸ اوت ۱۹۸۲) بازیکن فوتبال اهل آلمان است.
از باشگاه‌هایی که در آن بازی کرده‌است می‌توان به باشگاه فوتبال پادربورن، باشگاه فوتبال هولشتاین کیل، باشگاه فوتبال روت وایس اهلن، و باشگاه فوتبال آرمینیا بیله‌فلد اشاره کرد.